# Ernesto Navarro Márquez
Ernesto Navarro Márquez (Cuevas del Almanzora, 1899 - Madrid, 1984) va ser un militar i polític espanyol. Aviador professional, va arribar a combatre en la Guerra del Rif i en la Guerra Civil Espanyola, durant la qual va manar diverses unitats militars. Al final de la contesa va anar-se'n a l'exili, arribant a residir a la Unió Soviètica i a Mèxic.

## Biografia
Fill del filòsof i pedagog Martín Navarro Flores, estudiaria en la Institución Libre de Enseñanza de Madrid entre 1910 i 1914. El 1920 va obtenir el títol de pilot d'aviació civil i un any després obtindria la titulació de pilot militar a l'Escola de pilots de Guadalajara. Va ser enviat al nord d'Àfrica, on va participar en la guerra del Rif entre 1922 i 1924. Tornaria a la península, passant a treballar com a pilot comercial per a la Línies Aèries Latécoére. El desembre de 1930 va prendre part en la revolta de Cuatro Vientos, que va fracassar, després de la qual va ésser detingut. Va estar empresonat en presons militars fins a la proclamació de la Segona República.
Aquest mateix any va ingressar en el Partit Socialista Obrer Espanyol (PSOE), iniciant-se en l'activitat política. Durant el període republicà va arribar a ser secretari general del Consell Superior d'Aeronàutica. En les eleccions de 1933 va ser candidat del PSOE per la circumscripció d'Almeria, obtenint 26.966 vots, però no va sortir elegit.
Després de l'esclat de la Guerra civil es va unir a les Forces Aèries de la República Espanyola, arribant a ser cap de l'aeròdrom de Barajas i del Grup 12 de Bombardeig —compost per aparells Tupolev SB-2. Durant el transcurs de la contesa es va afiliar al Partit Comunista d'Espanya (PCE). El 1937 va passar a servir a les forces de terra del Front d'Aragó, manant la 31a Divisió i, posteriorment, la 34a Divisió. Al final de la contesa es va exiliar a la Unió Soviètica.
Va residir durant algun temps a l'URSS, traslladant-se posteriorment a Mèxic. En el seu període en l'exili va treballar com a traductor. Tornaria a Espanya cap al final de la Dictadura franquista, on va formar part de la comissió executiva del PSOE-històric. Va morir a Madrid el 1984.

## Obres
- —— (1953). Historia de la navegación aérea. México: Patria.
- —— (1965). En tono menor: artículos y charlas. México: Editores Mexicanos Unidos.